# Mezőkövesdi járás
A Mezőkövesdi járás Borsod-Abaúj-Zemplén vármegyéhez tartozó járás Magyarországon, amely 2013-ban jött létre. Székhelye Mezőkövesd. Területe 723,86 km², népessége 41 867 fő, népsűrűsége 58 fő/km² volt a 2012. évi adatok szerint. Két város (Mezőkövesd és Mezőkeresztes) és 21 község tartozik hozzá.
A Mezőkövesdi járás a járások 1983-as megszüntetése előtt is mindvégig létezett, és székhelye az állandó járási székhelyek kijelölése (1886) óta végig Mezőkövesd volt.

## Települései
| Település      | Rang (2013. július 15.) | Kistérség (2013. január 1.) | Népesség (2012. január 1.) | Terület (km²) |
| -------------- | ----------------------- | --------------------------- | -------------------------- | ------------- |
| Mezőkövesd     | járásszékhely város     | Mezőkövesdi                 | 16 538                     | 724           |
| Mezőkeresztes  | város                   | Mezőkövesdi                 | 3 803                      | 74,25         |
| Szentistván    | nagyközség              | Mezőkövesdi                 | 2 343                      | 51,22         |
| Bogács         | község                  | Mezőkövesdi                 | 2 024                      | 24,7          |
| Borsodgeszt    | község                  | Mezőkövesdi                 | 246                        | 15,07         |
| Borsodivánka   | község                  | Mezőkövesdi                 | 739                        | 15,9          |
| Bükkábrány     | község                  | Mezőkövesdi                 | 1 558                      | 18,02         |
| Bükkzsérc      | község                  | Mezőkövesdi                 | 950                        | 37,25         |
| Cserépfalu     | község                  | Mezőkövesdi                 | 1 002                      | 44,66         |
| Cserépváralja  | község                  | Mezőkövesdi                 | 427                        | 14,62         |
| Csincse        | község                  | Mezőkövesdi                 | 562                        | 11,34         |
| Egerlövő       | község                  | Mezőkövesdi                 | 534                        | 19,78         |
| Kács           | község                  | Mezőkövesdi                 | 509                        | 16,7          |
| Mezőnagymihály | község                  | Mezőkövesdi                 | 1 032                      | 61,85         |
| Mezőnyárád     | község                  | Mezőkövesdi                 | 1 532                      | 14,07         |
| Négyes         | község                  | Mezőkövesdi                 | 236                        | 17,33         |
| Sály           | község                  | Mezőkövesdi                 | 2 085                      | 25,57         |
| Szomolya       | község                  | Mezőkövesdi                 | 1 559                      | 22,69         |
| Tard           | község                  | Mezőkövesdi                 | 1 230                      | 40,47         |
| Tibolddaróc    | község                  | Mezőkövesdi                 | 1 417                      | 30,3          |
| Tiszabábolna   | község                  | Mezőcsáti                   | 370                        | 32,7          |
| Tiszavalk      | község                  | Mezőcsáti                   | 307                        | 11,54         |
| Vatta          | község                  | Mezőkövesdi                 | 864                        | 23,34         |